# マリエとやま
マリエとやま（英: MARIER）は、富山県富山市桜町にある複合商業施設である。通称はマリエ。

## 概要
かつて国鉄官舎のあった電鉄富山駅近隣に、1987年（昭和62年）9月12日に開業した地上7階建ての商業施設である。完成当時は富山県内最大級の専門店ビルであった。JR西日本SC開発の子会社である富山ターミナルビルにより、富山駅構内のとやマルシェとともに運営が行われている。10代後半から30代の女性を主な購買層としている。本館の南西側の角にマリエ第2ビル（MARIER 2）があるが、かつては白倉第六ビルという別個の建物であったため、本館とは直接連絡通路等が設けられておらず、一旦外に出て入る必要がある。北隣には電鉄富山駅ビルESTA（エスタ）が隣接し、当ビル4階から連絡通路で結ばれている。
当ビルは昭和63年度富山県建築賞に入賞した。

## 沿革
- 1982年（昭和57年）11月7日 - 富山駅周辺整備事業の一環として、駅東側の国鉄官舎を取毀す工事を開始する[10]。
- 1985年（昭和60年）
  - 4月2日 - 富山ターミナルビルの設立総会を挙行する[2][5]。
  - 7月17日 - 富山ターミナルビル及び富山地方鉄道が、建設中の「富山ターミナルビル」及び「電鉄富山駅ビル」の計画概要を公表する[11]。
  - 11月28日 - 富山駅前立体駐車場が完成し、電鉄富山駅の乗務区施設を移転する[12][2]。
- 1986年（昭和61年）7月24日 - 富山ターミナルビルの起工式を挙行する[13]。
- 1987年（昭和62年）
  - 5月8日 - 建設中の富山ターミナルビルの名称を「マリエとやま」となす旨及びその入居テナントの構成を決定する[4]。愛称であるマリエは公募によるもので、仏語で「調和」等の意味をもつ[4]。
  - 8月13日 - マリエとやま6階に入居する公共施設の概要が決定し、小劇場「オルビス」及び富山県旅券センターの入居が公表される[14]。
  - 9月12日 - 国鉄官舎跡地にマリエとやまが開業する[1][15][2]。
- 1999年（平成11年）3月4日  - 客層を20代の女性に絞り、全館を改装する[16][17]。また携帯電話店及び英会話塾が入居する[18]。
- 2005年（平成17年）11月18日  - 3千万円の費用を以て店舗を改装し、主として食品及び銘産品等を販売する一角を「おみやげ・スイーツShokkan」と命名する[19]。
- 2007年（平成19年）
  - 8月2日 - 富山ターミナルビル、マリエとやまに隣接する白倉第六ビルを取得し、同ビル及びマリエとやまを改装する旨、発表する[20]。
  - 9月1日  - 大和富山店（総曲輪フェリオ）移転開業に対抗するため、大幅なる改装を行い、新たに11店が入居する[6][21]。
- 2008年（平成20年）3月3日 - 旧白倉第六ビルを改装し、マリエ第2ビル「MARIER 2」を開業する[8]。同ビルには英会話塾イーオン、藤岡園（茶店）等が入居する[8]。
- 2014年（平成26年）3月8日 - 改修工事を完了し、竣工記念式典を行う[22]。またスターバックスコーヒー等の店舗が入居する[23]。
- 2015年（平成27年）
  - 3月1日 - 北陸新幹線開業に合わせ全面的に改装開業する[24][25][26]。神戸屋キッチン等の13店舗が新規に入居し、また一部店舗においてICOCAへの対応を行う[25][26]。
  - 3月14日 - 無料Wi-Fiの供用を開始する[27]。
- 2022年（令和4年）
  - 2月13日  - 駅前に不足している業種の店舗を補い、2022年秋頃にリニューアルオープンを行うと発表した[28]。その後、コロナ禍で企業側の出店意欲が減退しテナントの出店が進まなかったため、延期される形となった[29]。
  - 2月14日 - 旧マリエとやまが閉館。
  - 9月16日 - BOOK OFFマリエとやま店が開店[30]。
  - 10月14日- GiGOマリエとやまが開店[31]。
  - 12月23日 - フードエンターテイメントホール『FOO&HOO』(フー＆ホー)が開店[32]。
- 2023年（令和5年）
  - 5月10日 - 4階にeスポーツ施設『明治薬品 ACTIVATION CENTER』が開業[33]。
  - 6月16日 - 2階に古着屋『SPINNS』と『古着本舗 by SPINNS』の複合店がオープン[34]。

2024年（令和6年）6月 - 7月には家具・家電を扱う大型テナントを入居した上で全面リニューアルオープンを予定していたが、未だに目処が立っていない。それ以前にも、出店交渉していた事業所の中にコロナ禍による売上減や実質無利子、無担保融資（ゼロゼロ融資）の返済開始で経営が悪化し賃料の低い路面店に切り替えたところもあったため、予定していた2023年秋から再延期される形となっていた

## フロア構成

### マリエとやま
主要テナントを記載。現在のテナントの詳細は、公式サイトのフロアガイドを参照。
1階（レディスファッション・デイリーフーズ）
- スターバックスコーヒー
- ローソン（24時間営業）
- バーガーキング

2階（レディスファッション・コスメ）
- 現在、改装工事中

3階（レディスファッション）
現在、改装工事中
4階（メンズ・レディスファッション）
電鉄富山駅ビルエスタへの連絡通路がある。
- 好日山荘
- GiGO（ゲームセンターSEGA）

5階（書籍・生活雑貨・クリニック）
- ブックオフ

6階（マリエ献血ルーム）
- マリエ献血ルーム（日本赤十字社富山県赤十字血液センター[36]）

7階（富山県旅券センター・富山県民小劇場オルビス）
- 富山県旅券センター[37]
- 富山県民小劇場ORBIS（オルビス）[38]
- パスポートスタジオ（証明写真）

### 富山県民小劇場ORBIS（オルビス）
劇場中央の円形床面ステージ（舞台）のほか、+35 cm〜-15cmの範囲で昇降し、ステージや観客席をフレキシブルにレイアウトできる10分割の床面を持つ円形劇場である。また中央の円形床面ステージは回転舞台として使用できる。その他、施設概要は以下のとおり。
- 総面積　193m2（舞台・観客席）
- 舞台・観客席　床面多面割昇降機構付
  - 床面昇降装置　10分割中9台（可変量+35cm〜-15cm）
  - 中央円形床面　速度可変回転テーブル（直径4.2m）
- 観客席　約100席 - 220席

### マリエ第2ビル
- 英会話イーオン（2階 - 4階）
- ゴーゴーカレー（1階）（2018年から2020年まで）

## 交通アクセス

### 鉄道
- JR西日本富山駅・富山地方鉄道電鉄富山駅より徒歩1分
- あいの風とやま鉄道富山駅より徒歩3分
- 富山地方鉄道富山軌道線電鉄富山駅・エスタ前停留場より徒歩30秒

### バス
- 富山地方鉄道富山駅前バス停より徒歩1分
- まいどはや地鉄ビル前バス停より徒歩30秒

### 自家用車
立体駐車場は344台を収容でき、24時間出入庫が可能になっている。料金ならびに割引サービスについては、公式サイトを参照。